# Meta Quest

Logo

Meta Quest ist eine Sparte von Virtual-Reality-Headsets, die von Meta entwickelt wird. Die Geräte gehen zurück auf das ehemalige Unternehmen Oculus VR (heute Reality Labs als Teil von Meta) und dessen Marke Oculus Quest.

## Geschichte

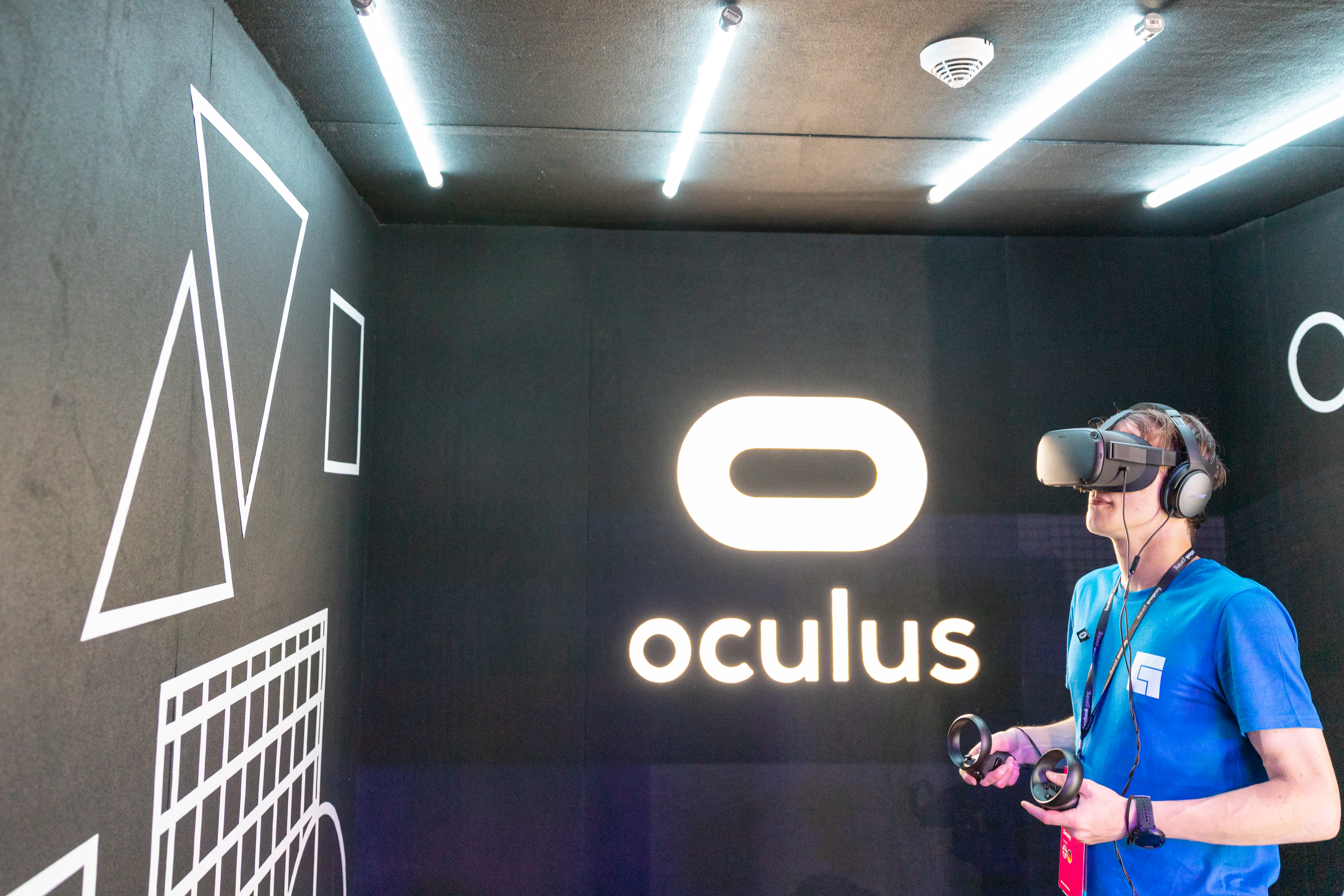
Auftritt bei der Gamescom 2019

Im Juli 2012 gründeten Palmer Luckey, Brendan Iribe, Michael Antonov und Nate Mitchell das Unternehmen Oculus VR in Irvine, Kalifornien. Im April 2012 kündigte Luckey Oculus Rift an, ein Virtual-Reality-Headset für Videospiele, und startete im August eine Kampagne, um dieses Entwicklern zur Verfügung zu stellen. Die Kampagne erwies sich als erfolgreich und brachte 2,4 Millionen US-Dollar ein, das Zehnfache des ursprünglichen Ziels von 250.000 US-Dollar.
Im März 2014 wurde Oculus von Facebook, Inc. (heute: Meta Platforms, Inc.) für 2,3 Milliarden Dollar in bar und in Aktien erworben. Im Oktober 2021 kündigte Facebook, Inc. an, seinen Firmennamen in Meta zu ändern und damit verbunden den Markennamen Oculus mit dem Jahr 2022 auslaufen zu lassen. Das ehemalige Unternehmen Oculus VR ging im Bereich Reality Labs von Meta auf, die Marke für Headsets heißt heute Meta Quest.

## Geräte
- Meta Quest
- Meta Quest 2
- Meta Quest Pro
- Meta Quest 3
- Meta Quest 3S